# Kostel svatého Vavřince (Jilemnice)
Kostel svatého Vavřince v Jilemnici je římskokatolický farní kostel barokní chrámová stavba z roku z roku 1729. Nachází se na náměstí 3. května v Jilemnici, v semilském okrese Libereckého kraje v podhůři Krkonoš. Je chráněn jako kulturní památka.

## Popis

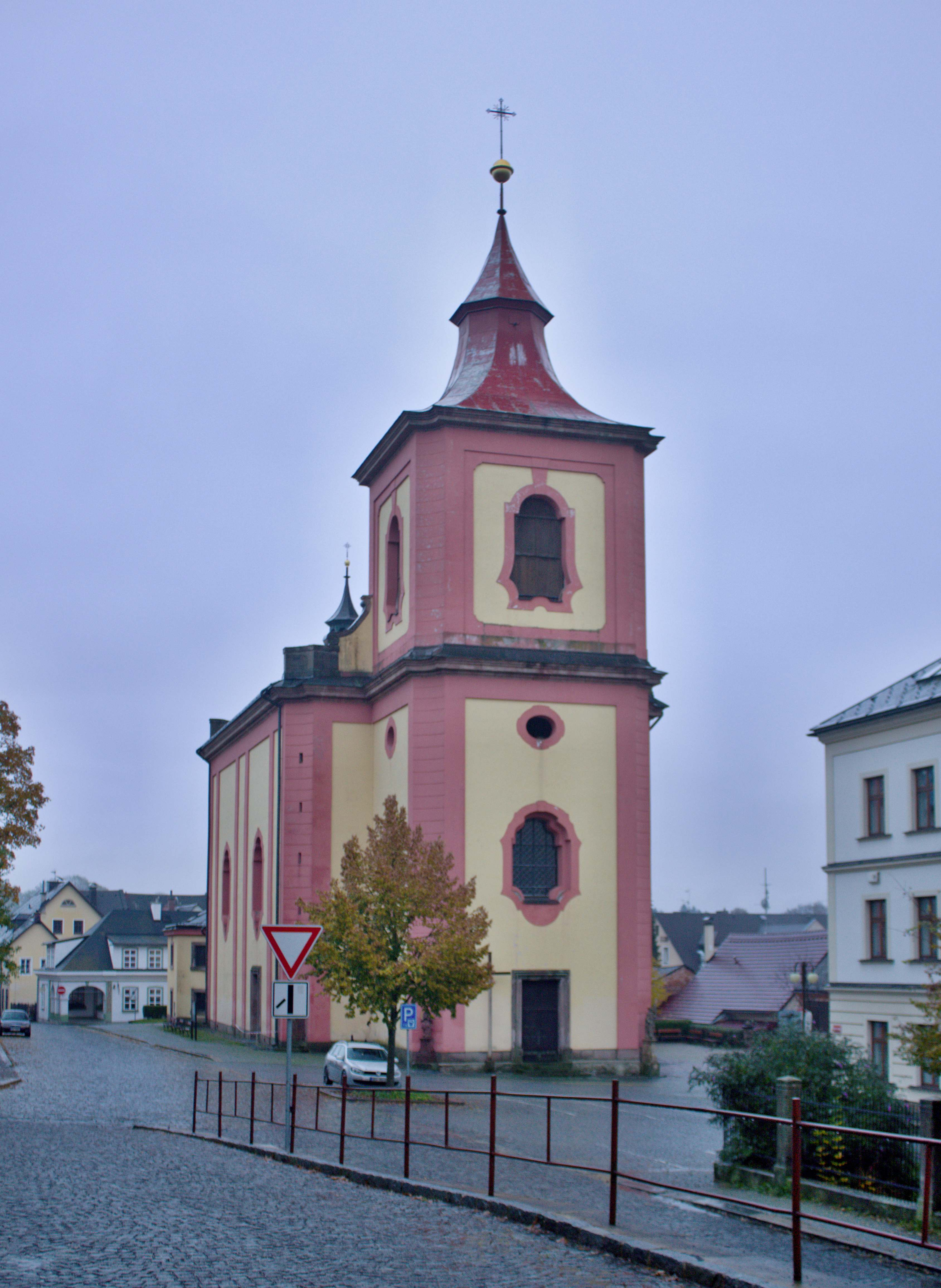
Mohutná kostelní věž v roce 2020

Chrám je jednolodní s pravoúhle zakončeným presbyteriem a dvěma bočními sakristiemi, s jednou hranolovou věží na západním průčelí a s jednoduchými omítkami Určitou technickou a stavební raritou je půdorysné členění: věž není od lodi uvnitř stavebně oddělena, interiér tak v podstatě tvoří jeden celek dělený pouze na výšku. Vstup na vnitřní ochoz (kůr) s varhany je možný ze severní strany pouze zvenku, kdežto schodiště na jižní straně umožňuje přístup z lodi kostela.
Kromě bohoslužeb slouží kostel od roku 1990 také pro koncerty duchovní hudby.

## Historie
Kostel stejného zasvěcení stával v místech dnešního Kostelního náměstí pravděpodobně již ve 14. století a podle dochovaného panoramatu města mohlo jít o zděnou stavbu se dvěma věžemi. Kostel používala dolení část Jilemnice, hoření Jilemnice používala někdejší kapli svaté Alžběty při zámku a zejména dnes již neexistující dřevěný kostel Povýšení svatého Kříže. Počátkem 18. století už ale kapacitně nepostačoval, proto bylo rozhodnuto o výstavbě nového chrámu.
Základní kámen dnešního kostela zasvěceného svatému Vavřinci byl položen 10. srpna 1729. Projektantem rozměrného barokního chrámu byl Jan Jiří Achbauer mladší (1680–1737) nevlastní bratr K. I. Dientzenhofera. Naprostá většina materiálu na stavbu pocházela z blízkého okolí, kámen se dokonce lámal ve vzdálenosti cca 400 m pod tehdejším kostelem Povýšení sv. Kříže, naopak plech se vozil až z Prahy. Na stavbě pracovala řada místních řemeslníků, ale např. tepané kování vnějších dveří je dílem zámečníka z Kartouz.
Hrubá stavba byla dokončena v roce 1735, kompletní výzdoba pak o rok později. Celkové náklady stavby (bez vnitřního vybavení) dosáhly 13 836 zlatých a 30 krejcarů.

## Vnitřní vybavení
Interiér kostela se dochoval včetně velké části původního mobiliáře:
- gotická Madona – polychromovaná soška z 15. století, nejstarší hmotná památka v Jilemnici
- křtitelnice z roku 1545
- rokokové sochy andělů (dílo M. B. Brauna)
- kazatelna se sv. Pavlem a plastikami Evropy, Asie, Ameriky a Afriky
- Kalvárie, patrně dílo Jiřího F. Pacáka
- hlavní oltář z roku 1784, dílo nejmenovaného truhláře (asi) z Nové Paky, obraz Umučení sv. Vavřince namaloval Dominik Kindermann (1739–1817)
- boční oltář sv. Dominika, pořízený cca roku 1740
- boční oltář sv. Jana Nepomuckého, původně dílo penzionovaného komorníka rodu Harrachů, dokončeno až roku 1847 dlouho po smrti autora
- rokoková socha sv. Václava ze 60. let 18. století
- řada nástěnných maleb a přemaleb na stěnách kněžiště

Varhany nejsou, až na prospekt, původní. Originál z doby dokončení kostela sice roku 1848 opravil a vyzdobil novopacký sochař Jan Sucharda, ale roku 1891 byl původní stroj (s 20 rejstříky) až na drobnosti vyměněn za zcela nový s 16 rejstříky (Kobrle, Lomnice nad Popelkou), roku 1929 doplněn o další tři (Mölzer, Kutná Hora) a roku 1934 o další čtyři (Ženatý&Kunt, Lomnice nad Popelkou).

## Zvony

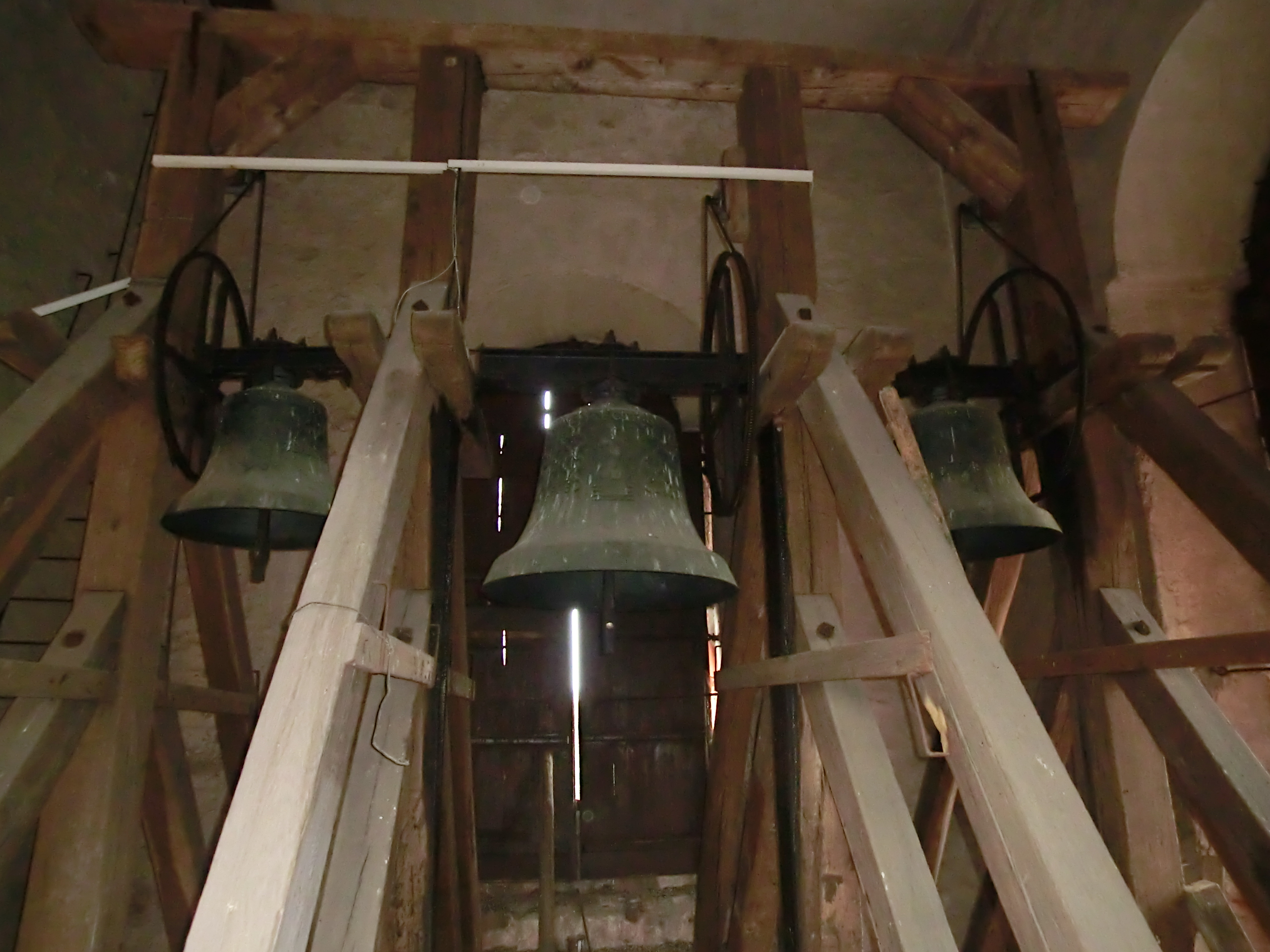
Trojice kostelních zvonů

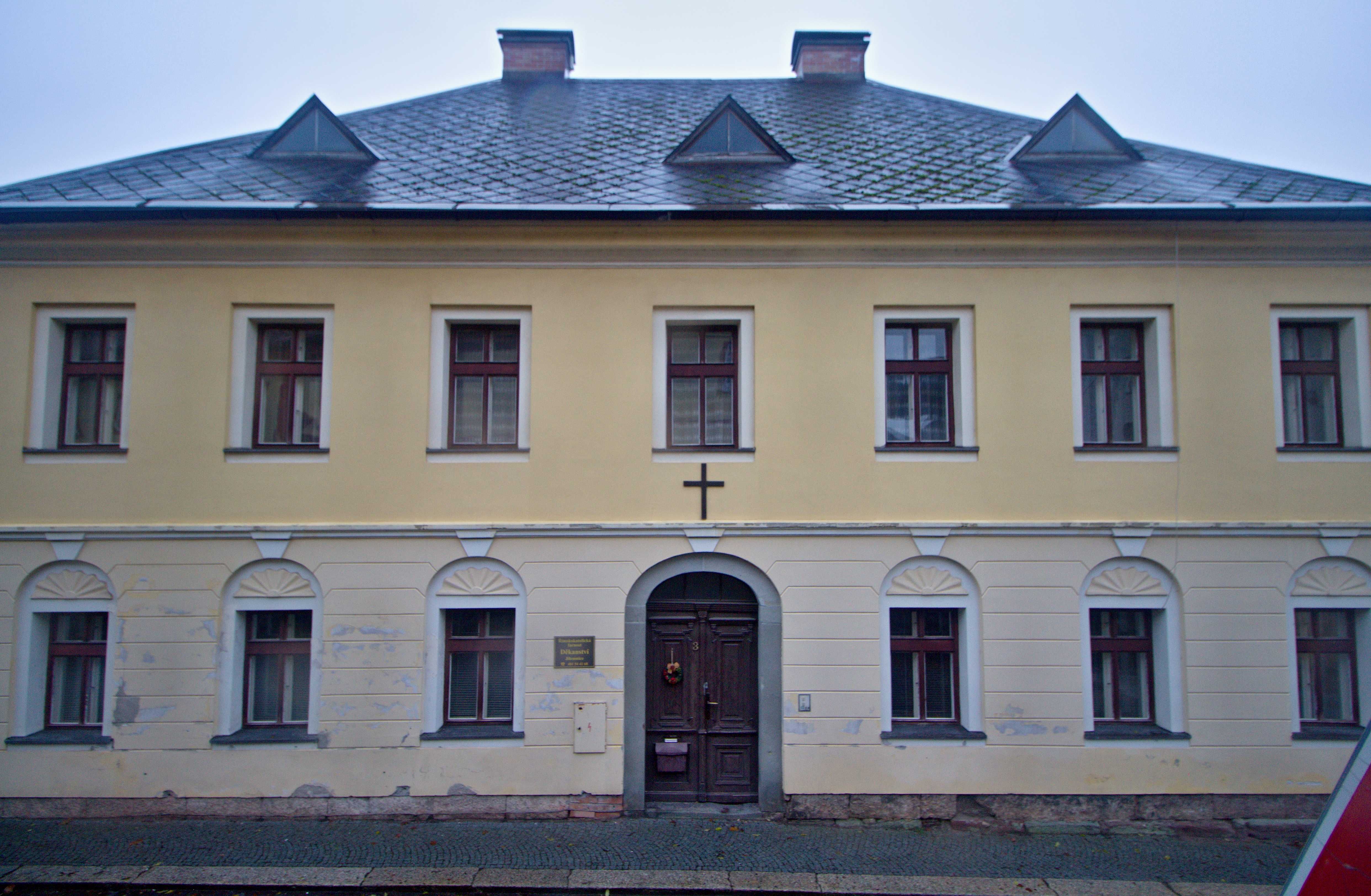
Budova jilemnické farnosti – děkanství

Nejstarším zvonem v kostele je umíráček z roku 1839, který je znovu zavěšen v sanktusové věžičce nad presbytářem od listopadu 2012. Z původních zvonů v hlavní věži se nedochoval žádný, padly za oběť třem požárům a dvěma válečným rekvizicím. Současné zvony (sv. Vavřinec, 900 kg; Panny Marie, 490 kg; sv. Václav, 340 kg) odlila zvonařská firma Dytrychů z Brodku u Přerova v roce 1975.
Zvonovou hranici, na které jsou zvony zavěšeny, dokončili tesařský mistr Josef Rosenberg se čtyřmi tovaryši 3. května 1839, ve 20. století se podařilo instalovat i motorový pohon. Kostelní zvony tak každý den po dobu pěti minut vyzvánějí poledne.

## Stavební zásahy
Vnější podoba chrámu se však několikrát změnila, při požárech města (1788, 1803 a 1888) vždy shořelo zastřešení a tak dnes nenajdeme ani barokně nadýchané valbové střechy na lodi, ani „aichbauerovskou“ helmici na věži. Jednoduchá sedlová střecha nad lodí (zakrývající jedno věžní „oko“ ve směru do města) je typickým znakem kostela už od roku 1868, kdy byla pokryta břidlicí. Prosté tvary střech dokonce vedly k domněnce, že je kostel nedostavěný, a tak roku 1909 zpracoval místní architekt Jan Vejrych studii „dostavby“ chrámu, zahrnující mj. značné zvýšení věže a její osazení mohutným hodinovým ciferníkem.
Zchátralost vedla v roce 1940 k další rekonstrukci. Jednak byla střecha lodi pokryta eternitem, ale hlavní zásah prodělala věž s poškozenou statikou: aby se snížilo pnutí zdiva, byly strženy vnitřní klenby nad zvonicí, zřízeny ploché stropy a věnec věže byl stažen ocelovými pruty. Zhruba dva metry vysoký meziprostor pod zvonicí (nad západním vchodem) je od té doby rumištěm.
V letech 1992–94 byl kostel opět opraven, střecha lodi byla pokryta asfaltovým šindelem a byly kompletně vyměněny všechny vnější omítky (na severní straně dokonce 2× během jednoho roku). Původně šedobéžový vzhled se od té změnil na žluto-červenou kombinaci, zářící do daleka. Od té doby kostel prochází průběžnými drobnými opravami: například v červenci 2012 byly vyměněny kříž a makovice na špici hlavní věže a kostel tak opět dostal důstojné zakončení věže (původní makovice a kříž se zřítily v 70. letech 20. století, tehdy byly nahrazeny narychlo připravenou sestavou o pětinové výšce. Dnešní stav už je věrnou kopií originálu).

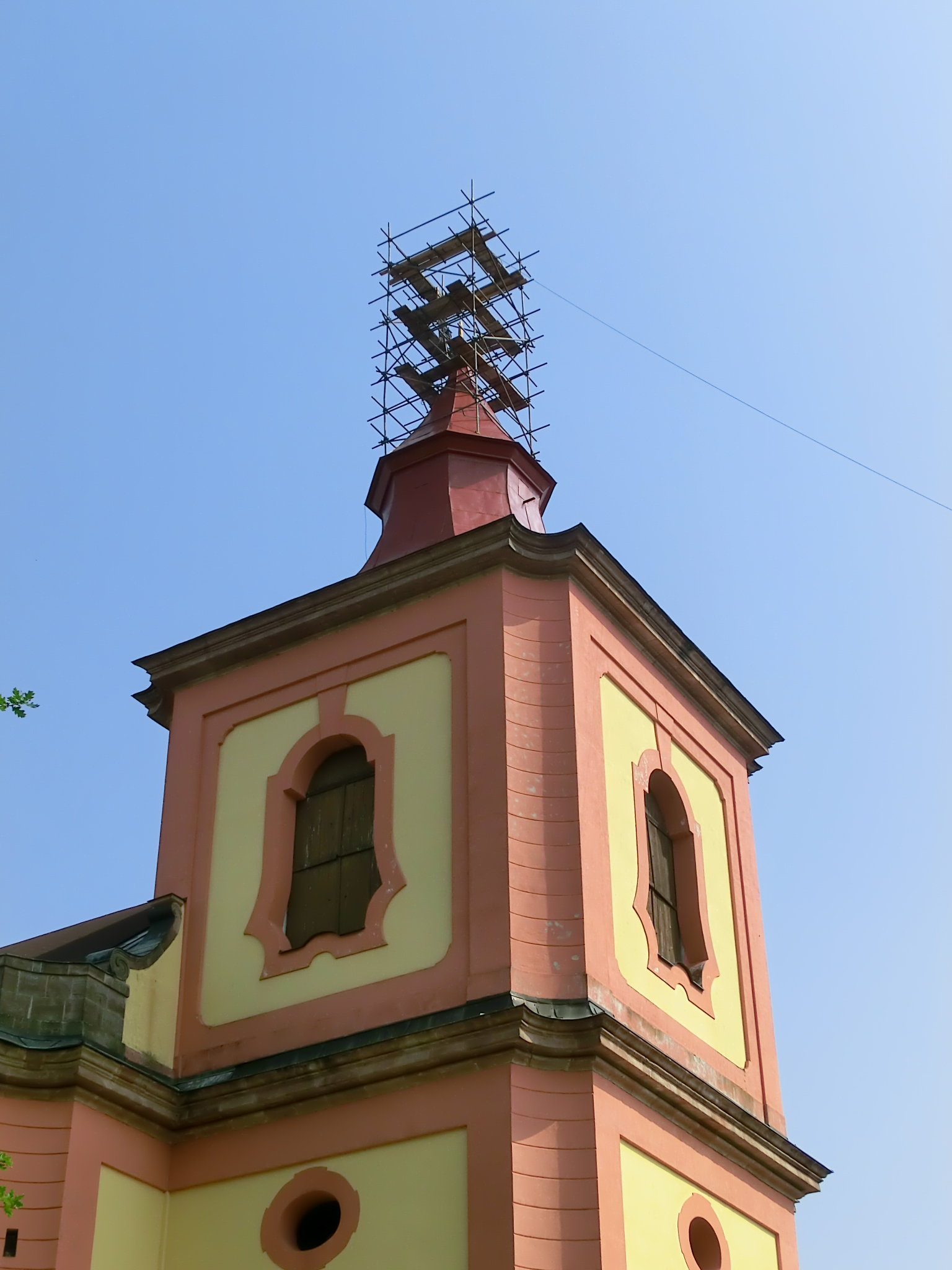
Výměna kříže na špici věže (2012)
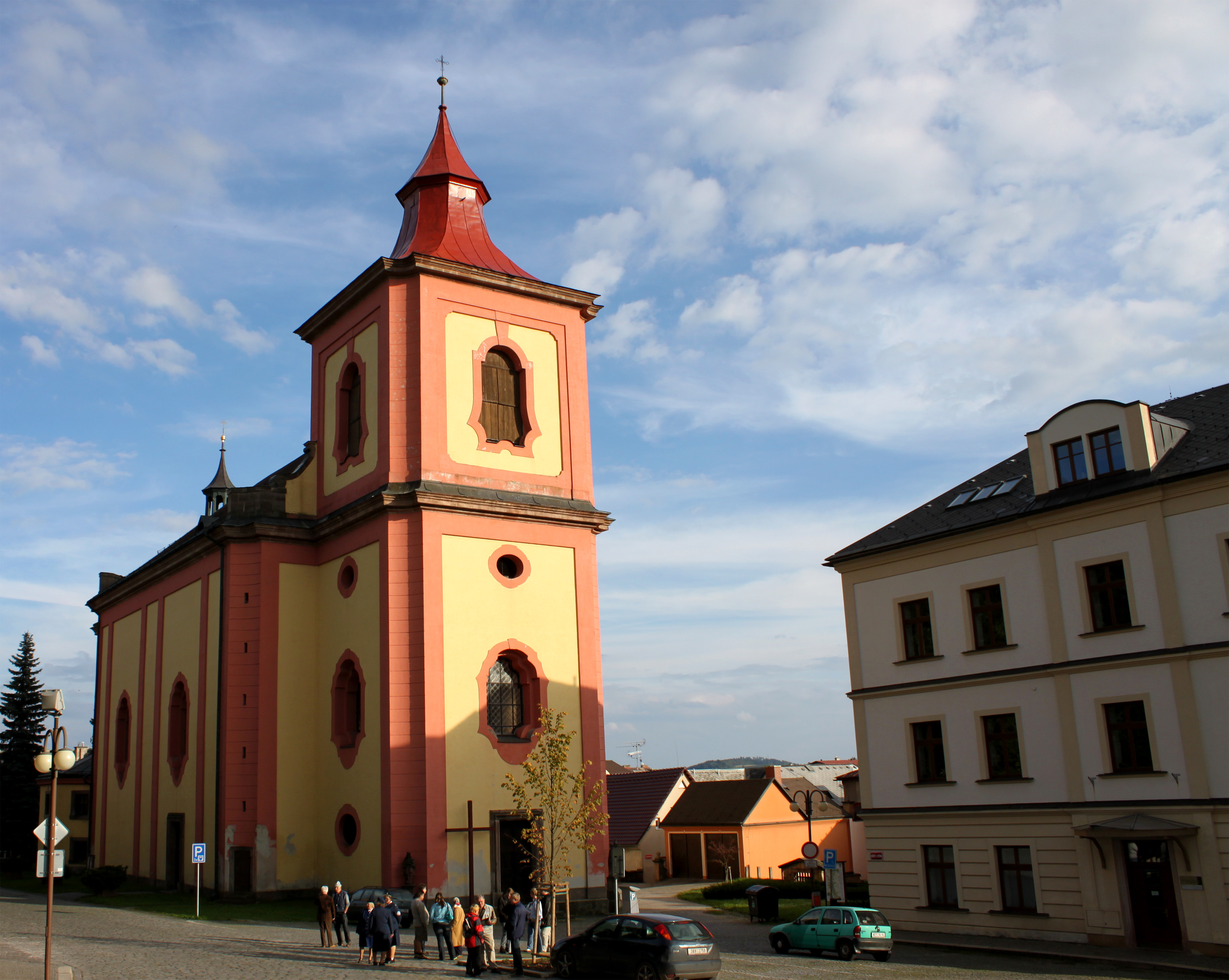
Kostelní náměstí
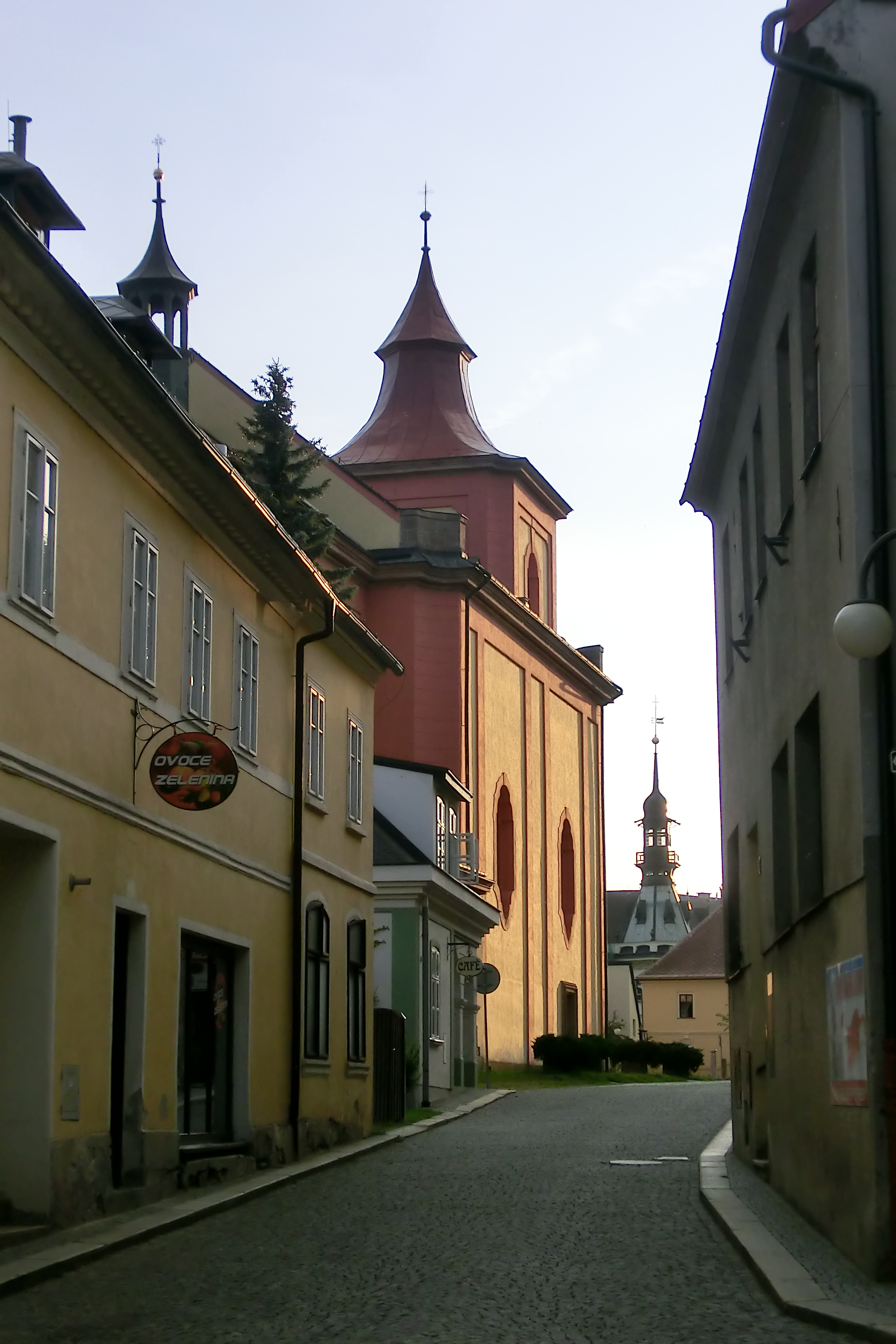
Pohled z Valdštejnské ulice
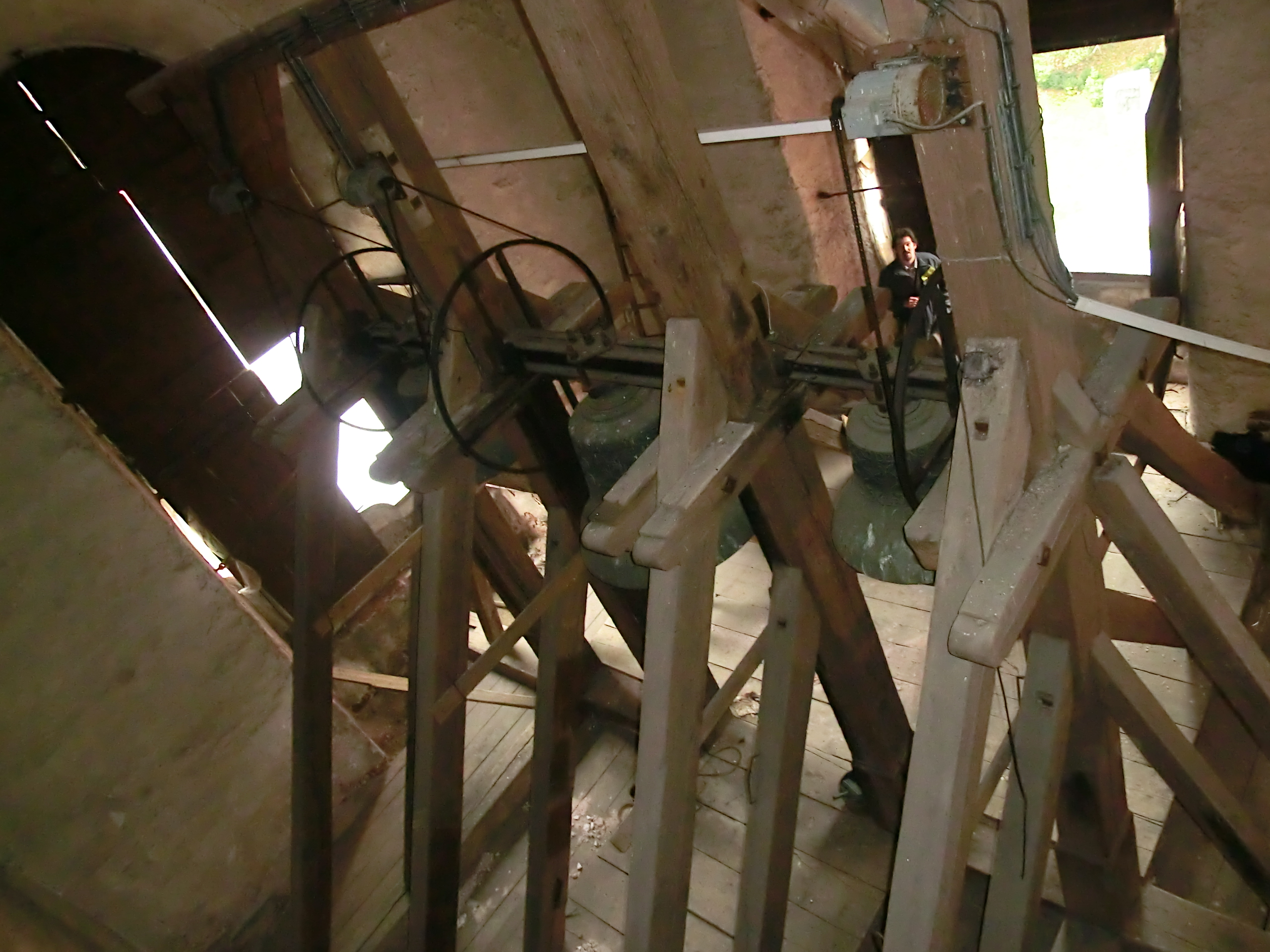
Interiér: zvonová hranice z nadhledu
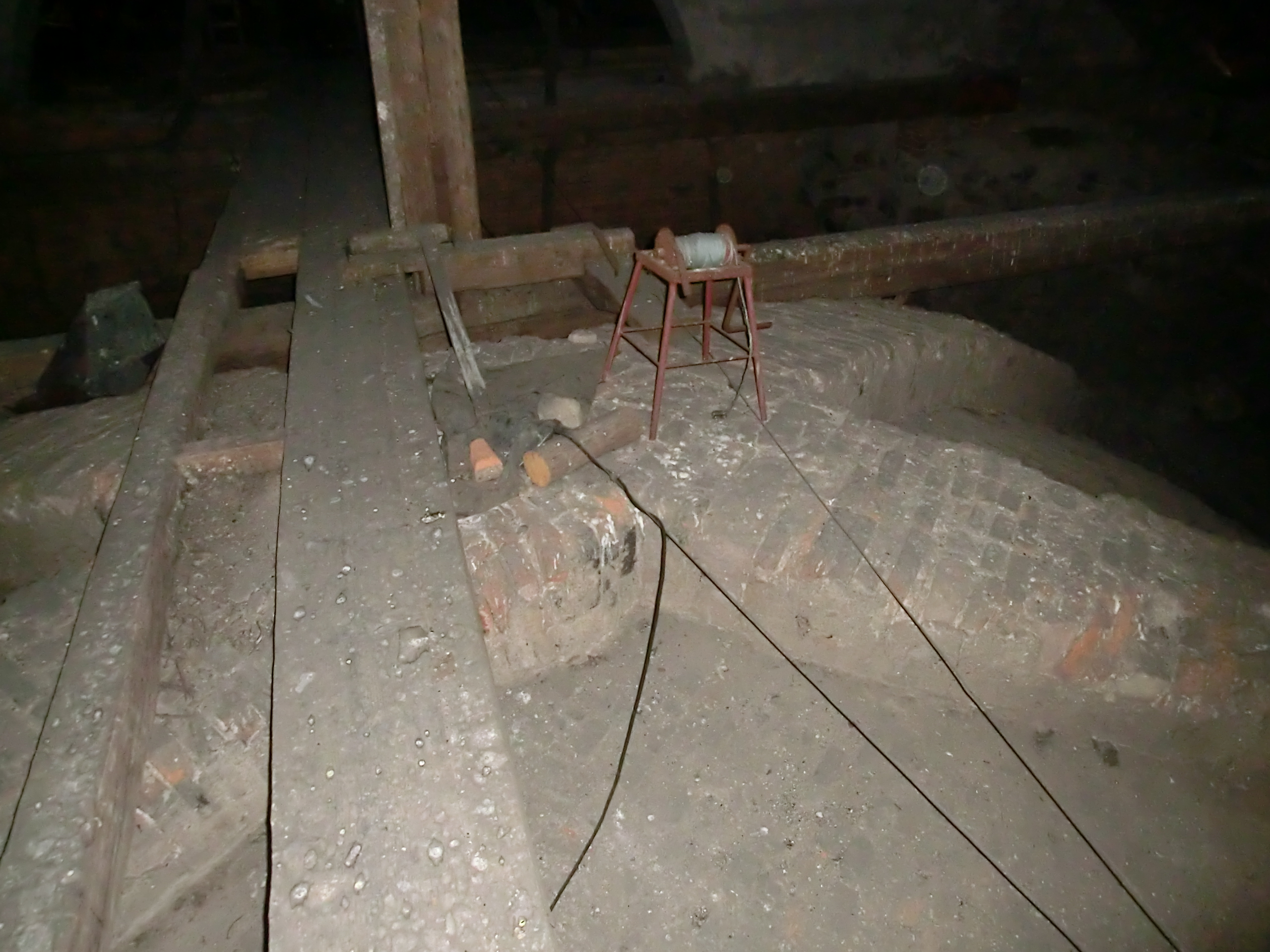
Interiér: zaklenutí lodi a závěs lustru
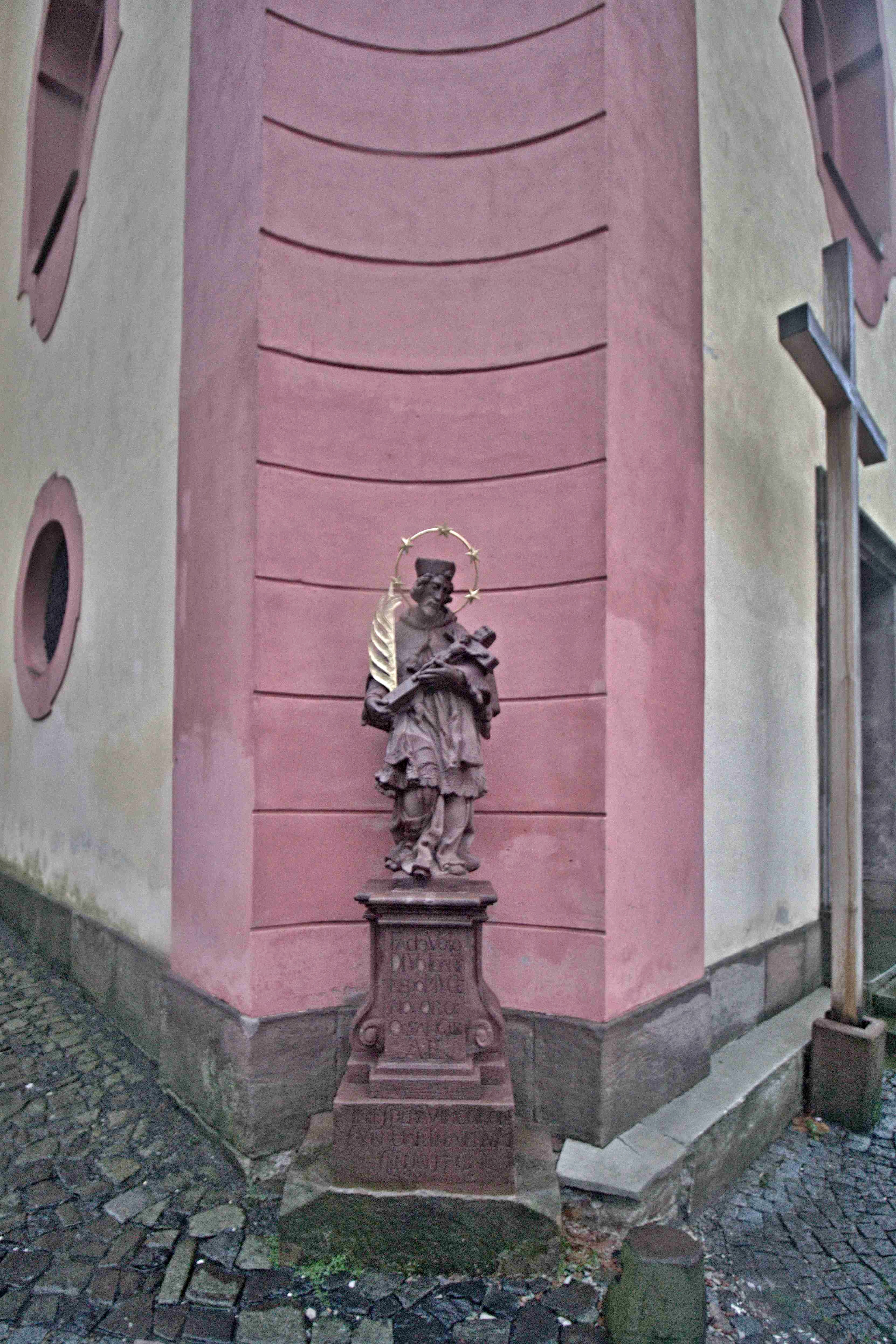
Socha sv. Jana Nepomuckého při kostele